# Jules César (film, 1970)
Pour plus de détails, voir Fiche technique et Distribution.
Jules César (Julius Caesar) est un film britannique réalisé par Stuart Burge, sorti en 1970. C'est une adaptation de la pièce éponyme de William Shakespeare.

## Fiche technique
- Titre original : Julius Caesar
- Titre français : Jules César
- Réalisation : Stuart Burge
- Scénario : Robert Furnival d'après la pièce éponyme de William Shakespeare
- Images : Kenneth Higgins
- Musique : Michael J. Lewis
- Décors : Julia Trevelyan Oman
- Direction Artistique : Maurice Pelling
- Costumes : Robin Archer
- Maquillages : Cliff  Sharpe et Christopher Tucker
- Montage : Eric Boyd-Perkins
- Production : Peter Snell
- Pays d'origine : Royaume-Uni
- Format : Couleurs - 2,35:1 - Mono
- Genre : Historique, biopic et drame
- Date de sortie : 1970
- Affiche : Enzo Nistri (Italie)

## Distribution
- Charlton Heston : Marc Antoine
- Jason Robards (VF : Bernard Lanneau) : Brutus
- John Gielgud : Jules César
- Richard Johnson : Cassius
- Robert Vaughn : Servilius Casca
- Richard Chamberlain : Auguste
- Diana Rigg : Portia
- Christopher Lee (VF : Thibault Lacour) : Artemidorus
- Jill Bennett : Calpurnia Pisonis
- Michael Gough : Cimber Tillius
- Andrew Crawford (VF : Nicolas Justamon) : Volumnius
- John Moffatt : Popilius Lena
- Norman Bowler : Titinius
- André Morell : Cicéron
- Hooper Ewan (VF : Thierry Garet) : Strato
- Alan Browning : Marullus
- Peter Eyre : Cinna
- David Leland

Les voix françaises indiquées proviennent d'un doublage effectué en 2017.